# Jacob Duym
Jacob Duym (Leuven, 1547 - Muisbroek (Ekeren), tussen 1612 en 1616) was een Nederlandstalige dichter en historicus.
Zijn vader, Hubert Duym, kwam uit Utrecht en meldde zich in 1535 aan de Leuvense universiteit voor studies in de rechten aan. Na zijn studies vestigde hij zich als advocaat in Leuven en huwde Maria Van den Broeck, zijn moeder. Ook Jacob Duym studeerde rechten aan de universiteit van Leuven. Na zijn studies trad hij als advocaat op en nam ook functies aan in de dekenij van Leuven. Tijdens de jaren van het calvinistisch bewind in Antwerpen (1577-1585) woonde Jacob Duym in die stad. Hij trad in dienst van de prins van Oranje als kapitein en streed tegen de troepen van de Spaanse heersers. In 1584 werd hij dan gevangengenomen door de Spaanse soldaten en gevangengezet in het kasteel van Namen. Zijn vader was in het begin van 1584 voor de Spaanse zaak gestorven tijdens een belegering door Geuzen van de stad Leuven. Na 22 maanden gevangenschap werd hij in 1586 door losgeld, geleend van zijn jonge stiefmoeder, Anna Bellens, vrijgelaten. Hierna week hij met zijn vermogende vrouw Elisabeth Craechs uit naar Leiden. Daar zijn gezondheid door de gevangenschap zeer geleden had, moest hij een lang herstel ondergaan. Hierbij stortte hij zich op literaire arbeid en schreef historische gedichten en toneelstukken. In 1591 werd hij zelfs leider van de Leidense rederijkerskamer, de Oranje Lelie. Deze was enkele jaren voordien gesticht door Vlaamse inwijkelingen die net als hij, een Brabander, naar het noorden gevlucht waren. De Rederijkerskamer was een toonplaats voor vele disputen en er heersten duidelijk spanningen tussen de leden die tot een breuk met de keizer einde 1600 hebben gevoerd.
Tijdens het Twaalfjarig Bestand keerden Jacob Duym en zijn vrouw terug naar het zuiden, naar Ekeren, waar hij sinds 1581 een buitenverblijf bezat, het Muisbroekhof. Daar overleed Jacob Duym in de periode 1612-1616. Vermoedelijk werd hij in de gereformeerde kerk van het Fort Lillo of in Putte begraven, aangezien er in Ekeren enkel een katholieke kerk was en is.
Jonkheer Duym staat bekend als een overgangsfiguur tussen de middeleeuwse rederijkersliteratuur en de renaissanceliteratuur. Zijn bekendste werken zijn:
- Spiegelboeck (1600)
- Een ghedenck-boeck, het welck ons leert aen al het quaet en den grooten moetwil van de Spaingnaerden. (1606)
- Benoude belegheringhe der stad Leyden (1606)
- Corte historische beschryvinghe der Nederlandscher oorlogen, vanden beginne ende aenvangh aff der beroerten tot het twaelff-jaerich bestandt toe (1612)